# Leechkyrkan

Leechkyrkan är den äldsta kyrkan i Graz (Österrike). 
Där Leechkyrkan står idag byggde hertig Leopold VI ett kapell år 1202 som för första gången omnämns 1224. 1233 skänkte hertig Fredrik II kapellet till den tyska orden. Troligen 1250 förstördes kapellet av ungerska trupper. 1275-1293 byggdes den nuvarande kyrkan i tidiggotisk stil.
Tympanon-madonnan över kyrkans västportal skapades kring 1290. Fönstermålningarna är från 1300- och 1400-talen, medan tornen byggdes kring 1500. 
Kyrkan är sedan 1985 universitetskyrka för Karl-Franzens-Universität. 1991-1994 renoverades kyrkan.